# Kasseienkoers

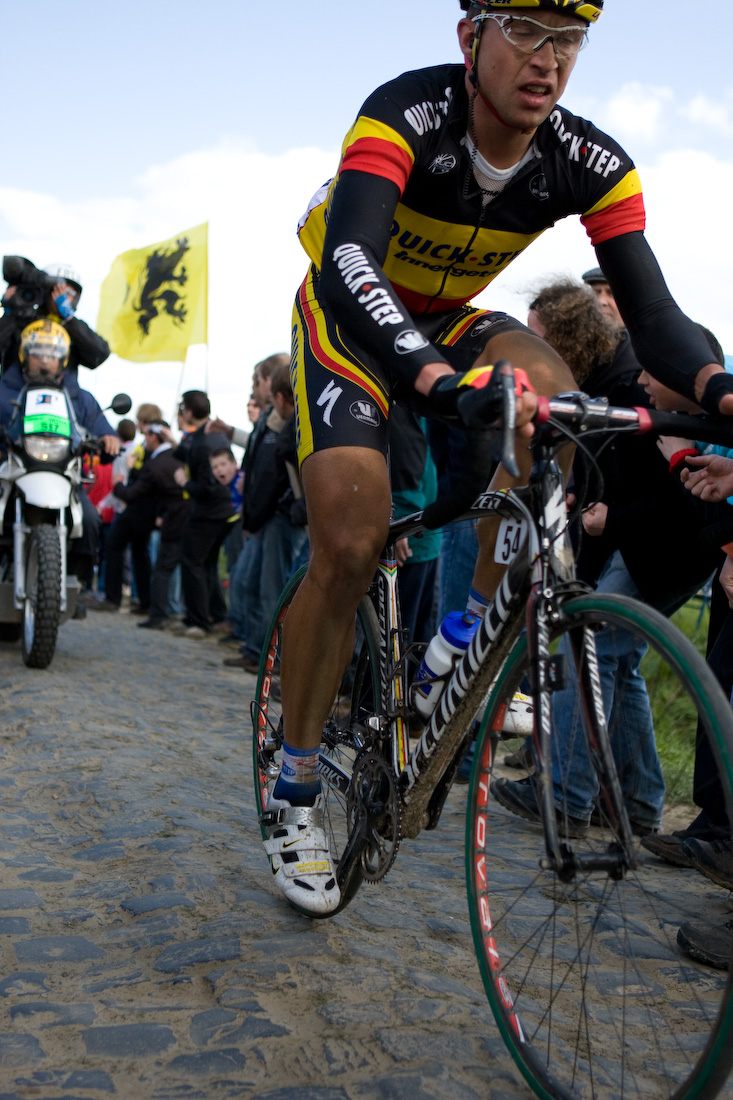
Stijn Devolder rijdt over kasseien tijdens Parijs-Roubaix 2008

Een kasseienkoers is een wielerrit waarbij er over veel kasseistroken wordt gereden, die doorgaans beslissend zijn in het koersverloop.
De bekendste kasseienkoers is Parijs-Roubaix waar meer dan 50 kilometer over kasseien gereden wordt, maar verreweg de meeste kasseienkoersen worden verreden in Vlaanderen. De meeste hiervan worden vlak na elkaar verreden in het voorjaar, van het laatste weekend van februari met de seizoensopener Omloop Het Nieuwsblad tot begin april wanneer de Ronde van Vlaanderen wordt verreden, het hoogtepunt van het Vlaamse wielerseizoen. Parijs-Roubaix volgt een week later en sluit deze kasseienperiode officieus af.
Veel grote kasseienkoersen gaan jaarlijks over dezelfde kasseistroken, die zodoende een vergelijkbare status hebben als bekende hellingen in heuvelklassiekers of beklimmingen in grote rondes; niet in de laatste plaats de kasseien die ook op hellingen zijn gelegen, zoals de Kemmelberg, Oude Kwaremont en Muur van Geraardsbergen, die elk in meerdere wedstrijden worden opgenomen. Parijs-Roubaix kent diverse beroemde sectoren, die echter nagenoeg vlak zijn, zoals de Carrefour de l'Arbre, alhoewel het bekende Trouée d'Arenberg, licht oplopend is. Dan is er ook nog de andere wedstrijd op kasseien in Noord-Frankrijk, soms ook wel de mini Parijs-Roubaix genoemd, de GP Denain.
Nederland kent geen grote, klassieke kasseienkoersen, alhoewel veel wedstrijden her en der toch wat korte stroken aandoen, zonder dat deze van doorslaggevende invloed op de uitslag lijken te zijn.

## Verschillende kasseienkoersen
In België maar ook ver daarbuiten staan deze wedstrijden in hoog aanzien. De populaire Belgische voorjaarsklassiekers trekken veel live- en tv-publiek. Ook de kleinere koersen zijn aantrekkelijk door een open deelnemersveld en spannende finales.
In de Vlaamse voorjaarsklassiekers zitten diverse kasseienkoersen. De bekendste zijn:
- Omloop Het Nieuwsblad
- Kuurne-Brussel-Kuurne
- Nokere Koerse
- Bredene Koksijde Classic
- E3 Saxo Classic
- Gent-Wevelgem
- Dwars door Vlaanderen
- Ronde van Vlaanderen

De eerste etappe van de Driedaagse van De Panne-Koksijde kende traditioneel ook een parcours met veel kasseien. Minder (zware) stroken worden opgenomen in de routes van onder andere de Driedaagse van West-Vlaanderen, Le Samyn, de Egmont Cycling Race (mannen en vrouwen), de Scheldeprijs, het Kampioenschap van Vlaanderen en de Ronde van Limburg.
De finish van wedstrijden als Binche-Chimay-Binche, de Volta Limburg Classic, Nokere Koerse en de Grote Prijs van Wallonië vinden plaats op kasseistroken.

## Vergelijkbaar
Vergelijkbaar met de Noord-Europese kasseienkoersen is de Strade Bianche in het Italiaanse Toscane, waar het parcours over 60 kilometer onverharde grindwegen loopt. In Frankrijk heeft de Tro Bro Léon een soortgelijk karakter, in Denemarken de GP Herning.